# Kurczaki (Łódź)
Kurczaki – fragment dzielnicy Górna w Łodzi, funkcjonujący w świadomości mieszkańców, ale niebędący żadną formalną jednostką terytorialną miasta. Kurczaki jest natomiast częścią Łodzi w systemie TERYT (SIMC 0958140).

## Charakterystyka
Nazwa tego fragmentu miasta pochodzi od karczowisk po wycince rosnącego tam lasu. Pierwotnie fragment ten nazywał się „Karczoki”, potem zmieniono na obecne Kurczaki.
Obecnie w Łodzi mianem „Kurczaki” określa się:
- ulicę Kurczaki – długość około 1,9 km
- osiedle Kurczaki – choć oficjalnie nazywa się „Komorniki”
- cmentarz rzymskokatolicki św. Wojciecha na Kurczakach
- pętlę tramwajową położoną przy skrzyżowaniu ulic Rzgowskiej i Kurczaki, która została uruchomiona 17 listopada 1975 roku.

## Galeria

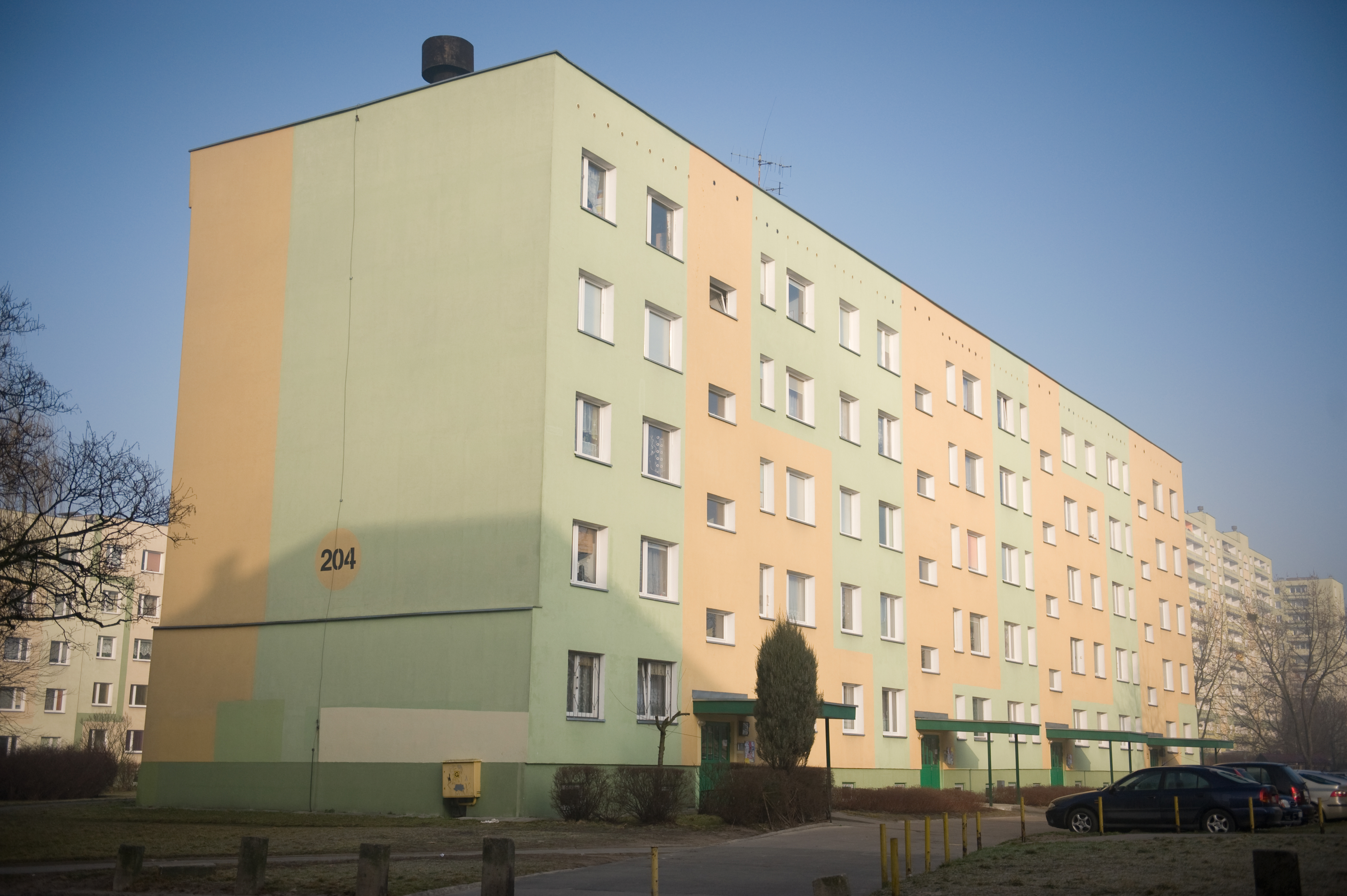
Blok przy ul. Kurczaki
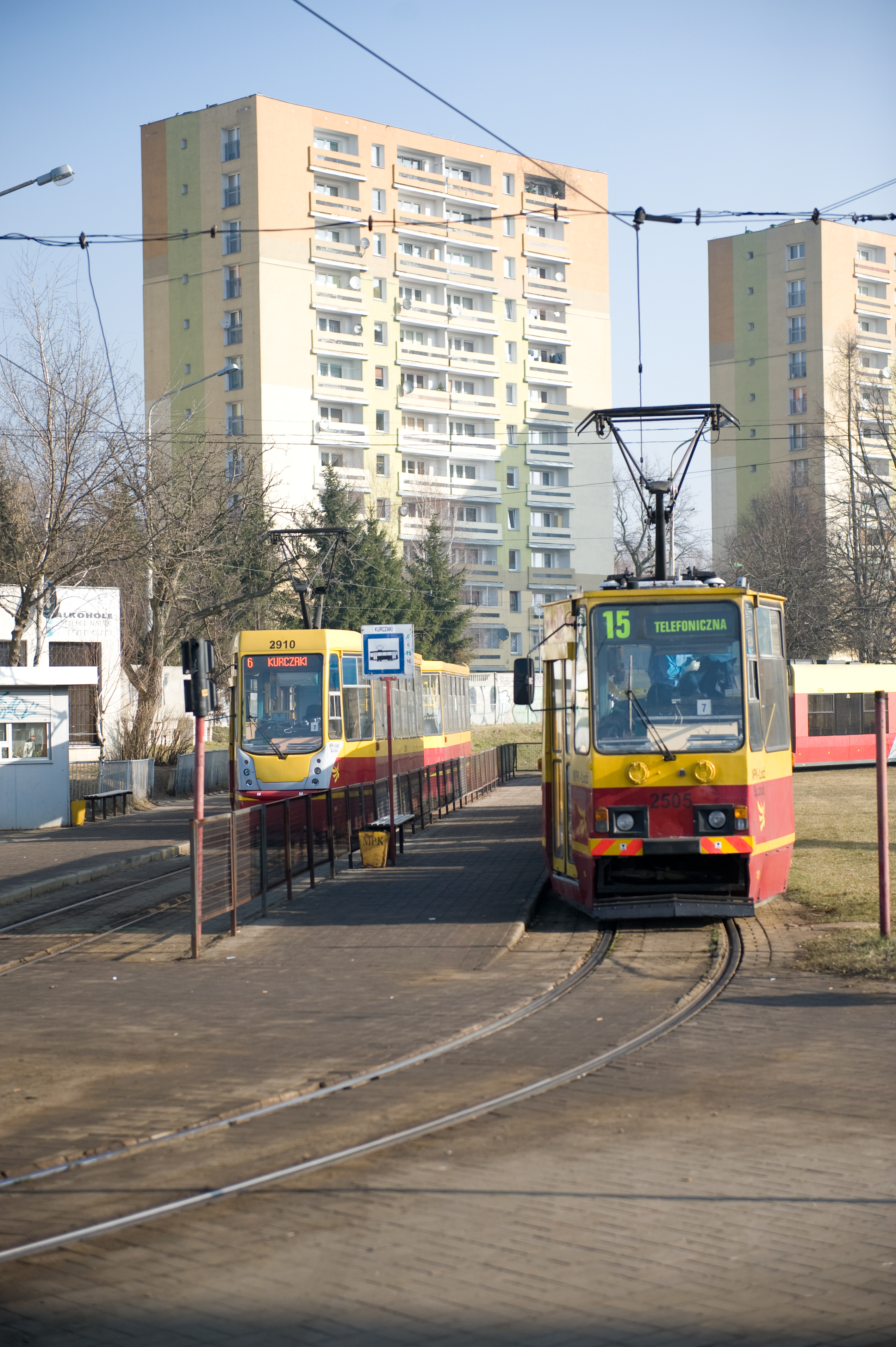
Pętla tramwajowa „Kurczaki”
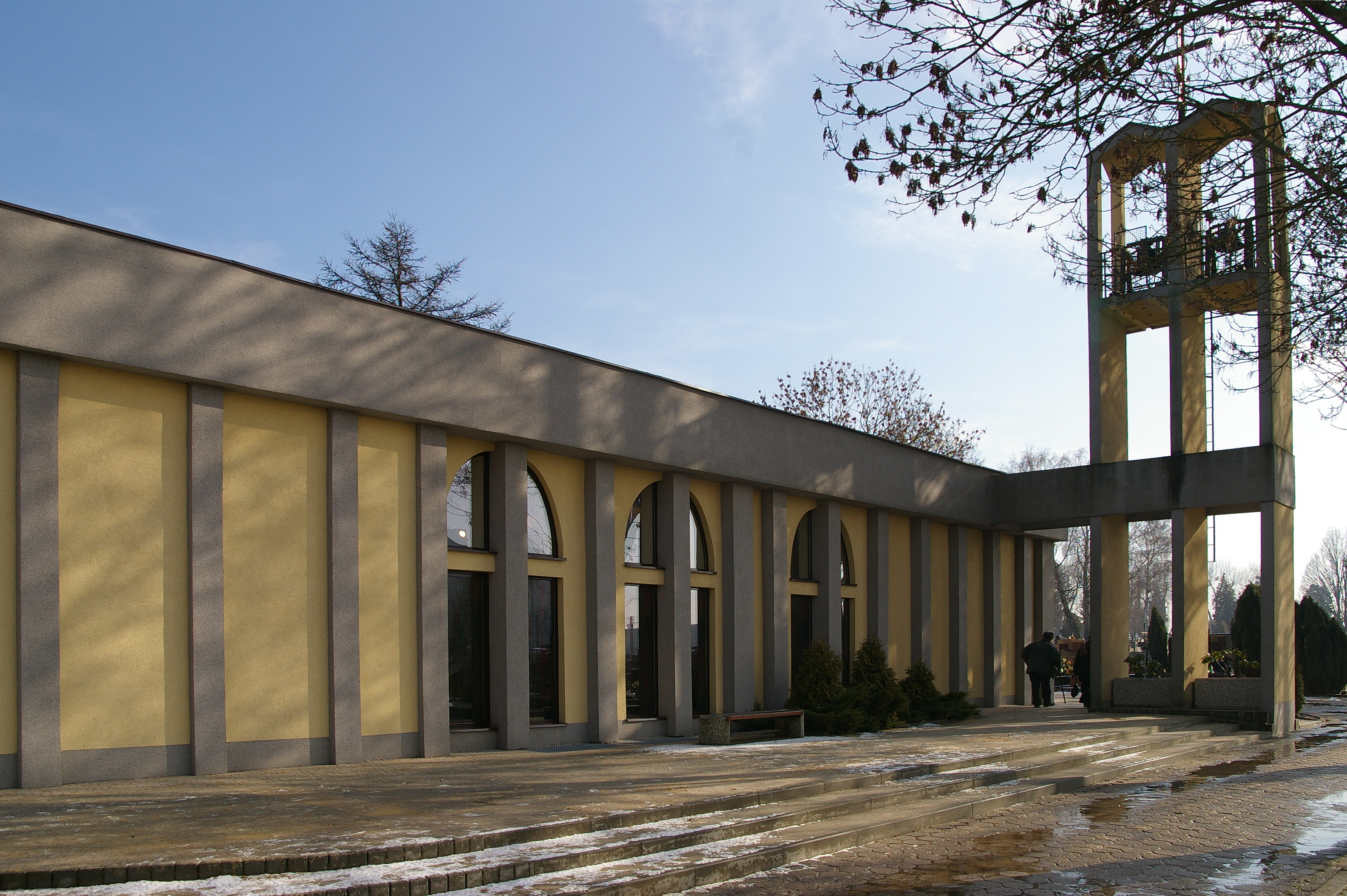
Cmentarz św. Wojciecha
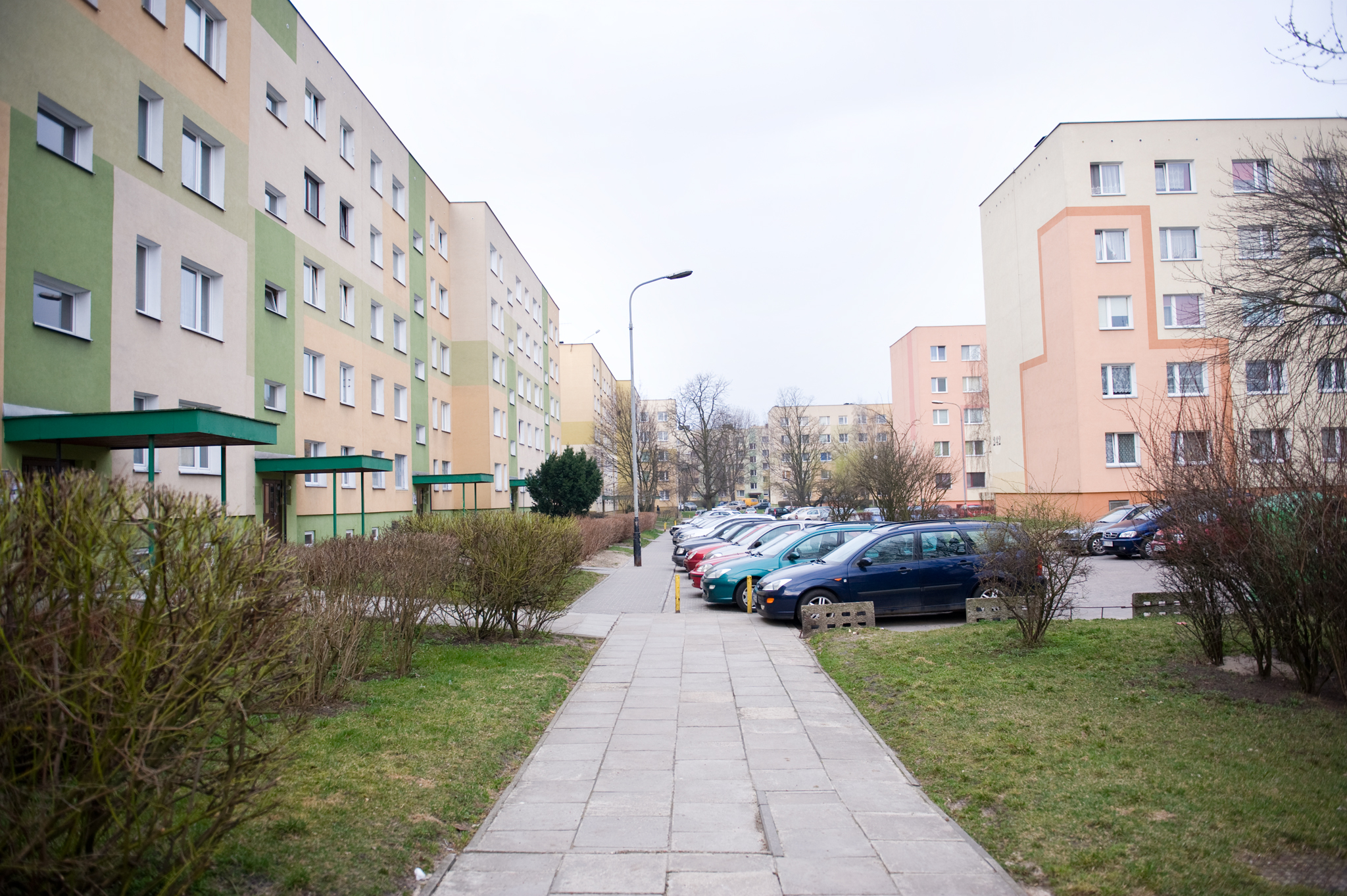
Bloki przy ul. Gospodarczej
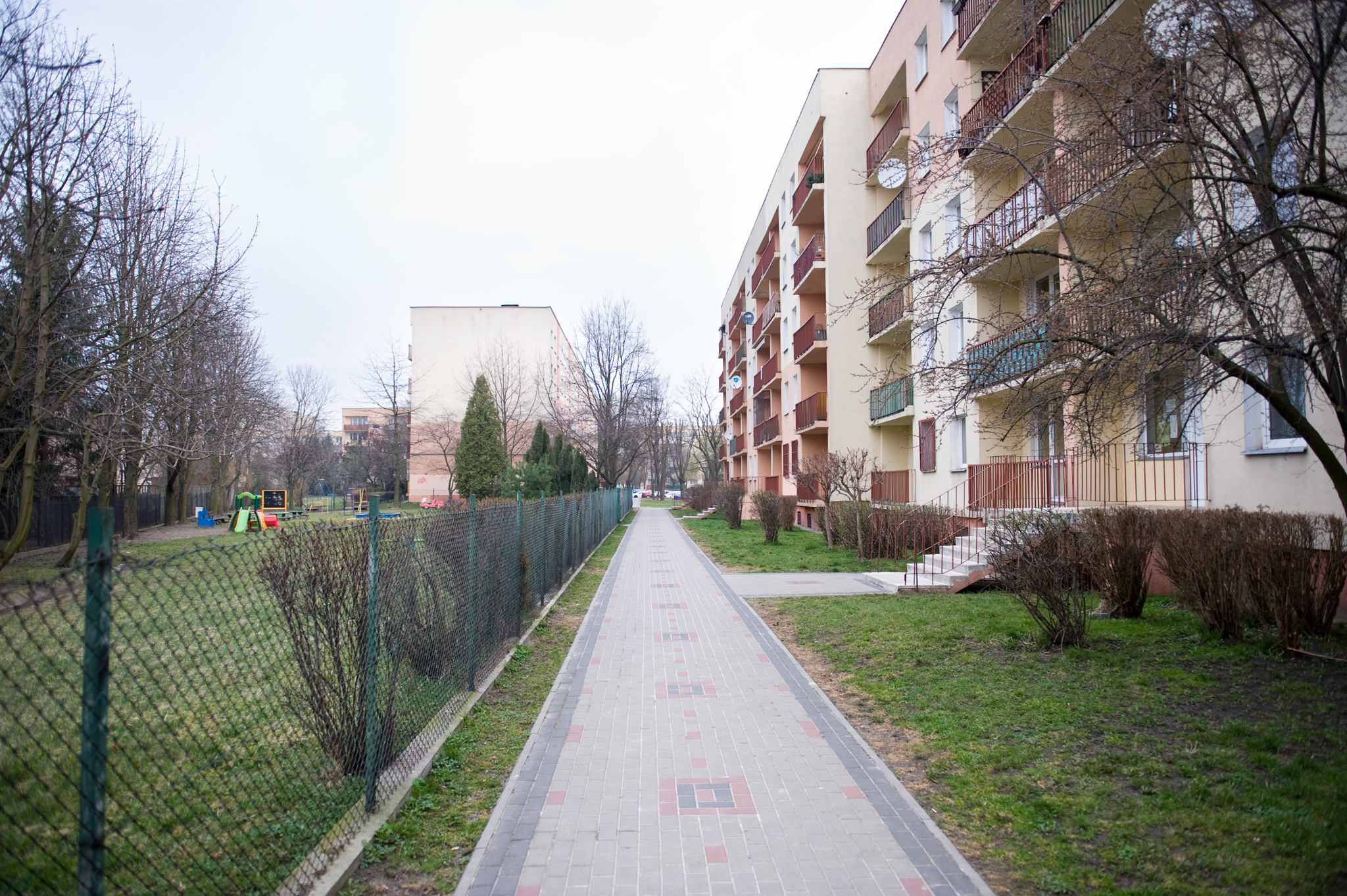
Przedszkole Miejskie nr 192 (ul. Mieszczańska)
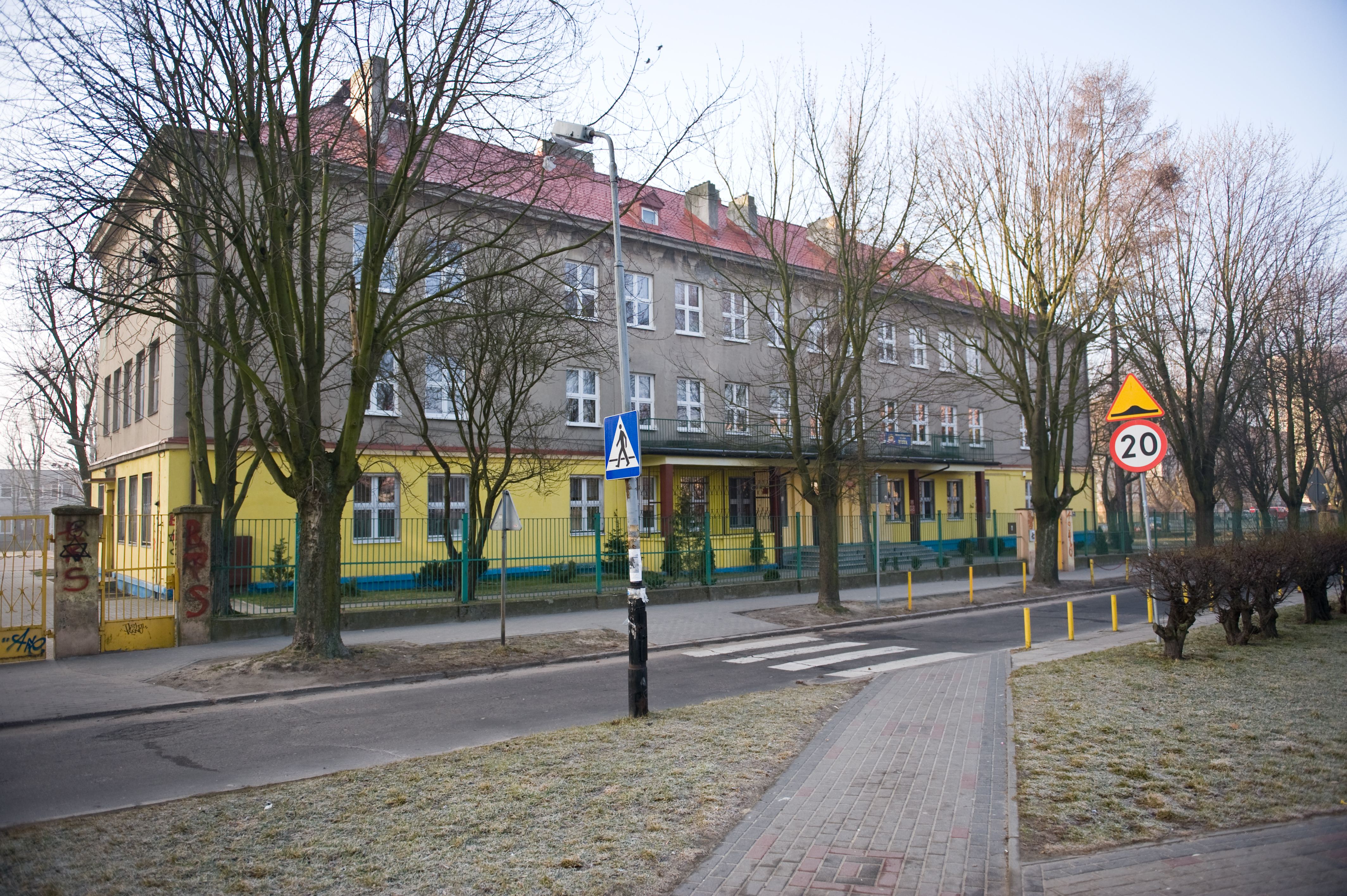
Szkoła Podstawowa nr 110 (ul. Zamknięta)
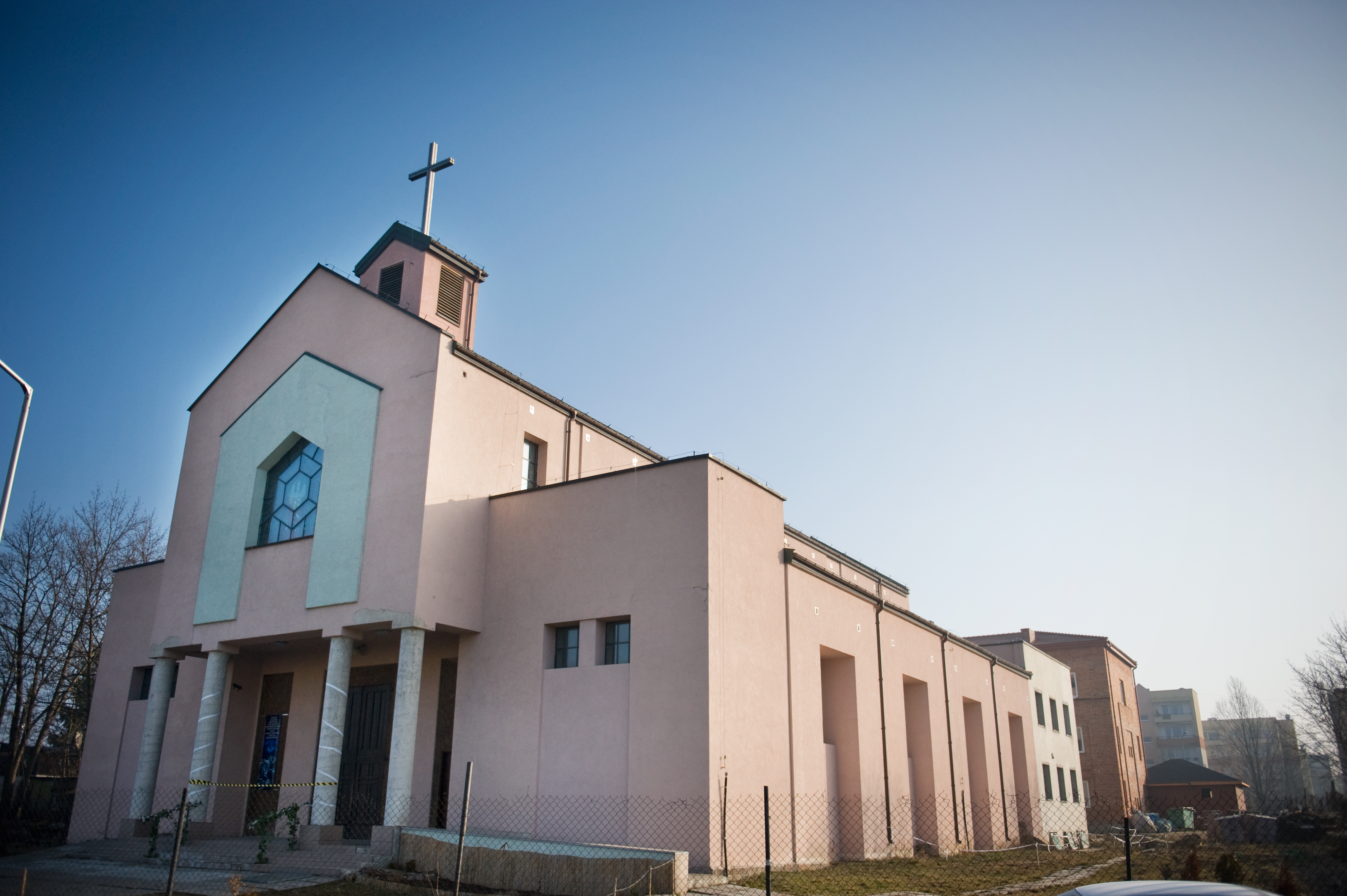
Kościół parafii Zmartwychwstania Pańskiego